# Michael K. Rosen

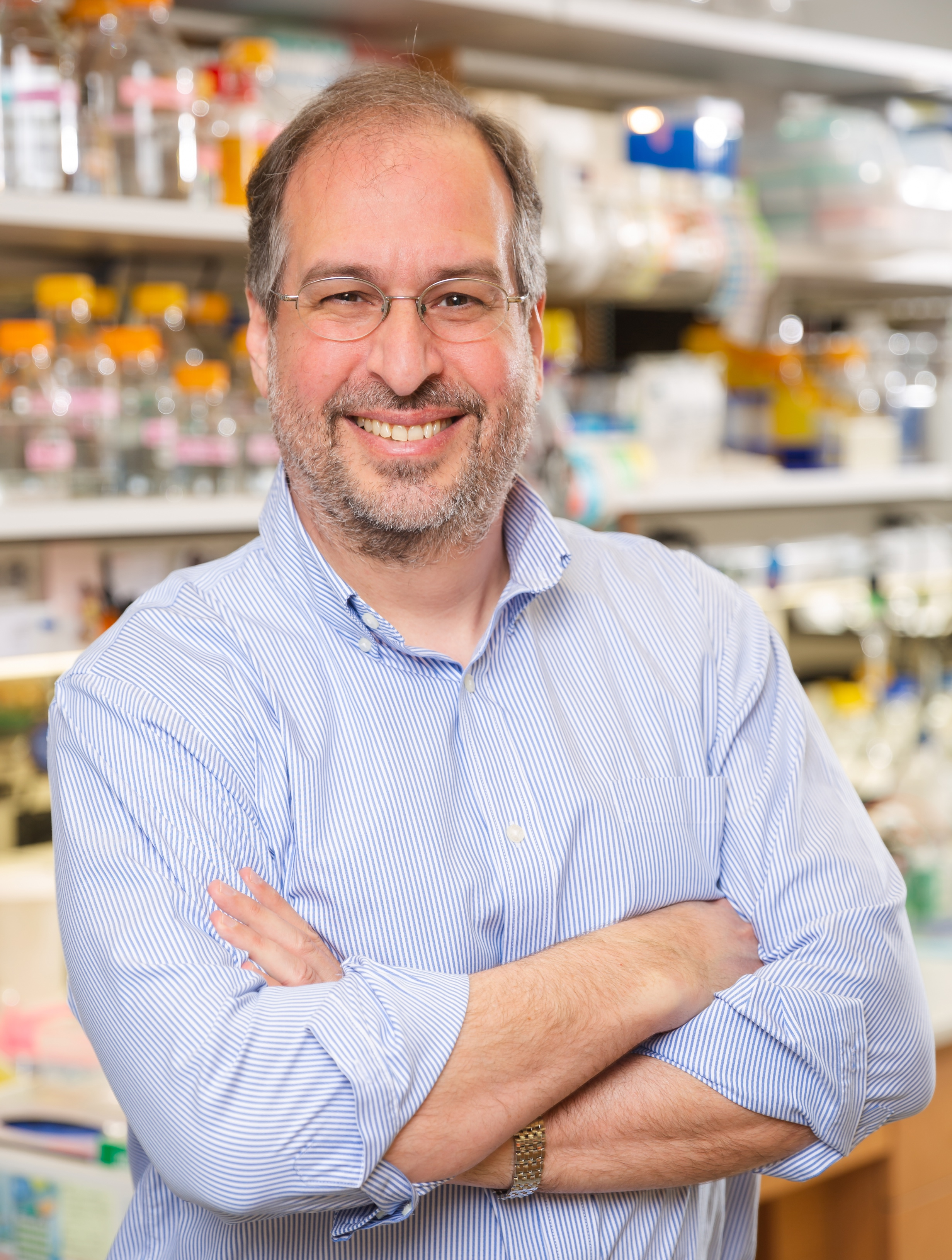
Michael K. Rosen

Michael Keith Rosen (* 1965 in Philadelphia, Pennsylvania) ist ein US-amerikanischer Biophysiker am University of Texas Southwestern Medical Center (UTSW) in Dallas.

## Leben
Rosen erwarb 1987 an der University of Michigan je einen Bachelor in Chemie und Chemieingenieurwesen, 1988 bei Alan R. Battersby an der University of Cambridge einen postgraduellen Abschluss und 1993 bei Stuart L. Schreiber an der Harvard University einen Ph.D., ebenfalls jeweils in Chemie. Seine Dissertation hatte den Titel The molecular basis of receptor-ligand-receptor interactions: studies of the immunophilin FKBP12. Als Postdoktorand arbeitete er bei Tony Pawson und Lewis E. Kay an der University of Toronto und dem Hospital for Sick Children in Toronto.
1996 erhielt Rosen ein eigenes Forschungslabor am Memorial Sloan Kettering Cancer Center in New York City und eine erste Professur (Assistant Professor) am Weill Cornell Medical College, 2000 wurde er Associate Professor. Seit 2001 ist er am UTSW. Hier ist er (Stand 2020) Professor und Lehrstuhlinhaber (Chair) für Biochemie. Seit dem Jahr 2000 forscht Rosen zusätzlich für das Howard Hughes Medical Institute (HHMI).
Rosen hat laut Google Scholar einen h-Index von 76, laut Datenbank Scopus einen von 70 (jeweils Stand April 2024).
Rosen erhielt 2020 gemeinsam mit Cliff Brangwynne und Tony Hyman den Wiley Prize in Biomedical Sciences. Die Forscher wurden für ihre Entdeckung ausgezeichnet, dass Zellen mittels Phasenübergängen (biomolecular condensates) eine Kompartimentierung ohne Membranen realisieren können. 2020 wurde Rosen in die National Academy of Sciences gewählt.